# Jerzy Mecwaldowski
Jerzy Mecwaldowski (ur. 22 lutego 1937 w Kaliszu, zm. 18 lipca 2012 w Łodzi) – polski iluzjonista występujący pod pseudonimem Caroni. Był autorem książek poświęconych sztuce iluzji, redagował czasopismo tematyczne. Z wykształcenia prawnik, ukończył studia na Wydziale Prawa i Administracji Uniwersytetu Łódzkiego.
Po II wojnie światowej zamieszkał w Łodzi, gdzie ukończył liceum i jako dziewiętnastolatek podjął pierwszą pracę w Mazowieckim Teatrze Lalek w charakterze animatora. W kilka miesięcy później został zaangażowany do Teatru Lalek Świerszczyk, który działał przy Związku Nauczycielstwa Polskiego.
Sztuką iluzji zainteresował się za sprawą pewnego iluzjonisty. Pod koniec lat pięćdziesiątych XX wieku nawiązał współpracę z Państwowym Przedsiębiorstwem Imprez Estradowych, w którym jako iluzjonista pracował przez kilka lat. Po kilku latach zmienił zawód na niezwiązany z estradą, jednak nie porzucił swojej pasji. W 1976 roku, za namową ówczesnego dyrektora Łódzkiego Domu Kultury – Jana Jakubiszyna, wspólnie z przyjacielem Waldemarem Wagnerem założył Krajowy Klub Iluzjonistów, który w latach świetności liczył ponad 300 członków. Zarząd klubu w poradniku dla iluzjonistów pt. Materiały Instruktażowe – Hokus Pokus powierzył mu obowiązki redaktora i autora, które pełnił przez trzydzieści lat.
Jako autor etiud iluzjonistycznych specjalizował się w małych formach. Napisał również kilka scenariuszy realizowanych przy okazji łódzkich kongresów iluzjonistów, wśród nich musicalu Sherlock Holmes contra Arsene Lupin oraz spektaklu Złudzeniom ...Nie! Iluzji...Tak! w wykonaniu Duetu Klat. Był również współtwórcą scenariusza widowiska telewizyjnego pt. Magiczne impresje.
Jego uczniami było wielu znanych iluzjonistów, m.in. Sławomir Piestrzeniewicz, Grzegorz Klat i Maciej Pol.
W latach 1980–2000 napisał i wydał cztery książki poświęcone sztuce iluzji; Czarodziejskie bajki, Vademecum Sztuki Iluzji, Jak Pan to robi i Tajemnice iluzjonistów – Sekrety kart.
W 1985 roku został zaproszony przez Światową Federację Stowarzyszeń Iluzjonistycznych do jury przeglądu konkursowego, który odbył się w ramach Światowego Kongresu Iluzjonistów w Madrycie. W rok później Minister Kultury i Sztuki powołał go na członka Państwowej Komisji Egzaminacyjnej dla artystów estradowych zaś Urząd Miasta Łodzi – Wydział Kultury i Sztuki wyróżnił go dyplomem za zasługi dla rozwoju sztuki iluzji w Polsce. Przyznano mu również odznakę Zasłużonego Działacza Kultury. Za pracę społecznie użyteczną i osiągnięcia zawodowe Jerzy Mecwaldowski został odznaczony Brązowym, Srebrnym i Złotym Krzyżem Zasługi oraz Krzyżem Kawalerskim Orderu Odrodzenia Polski.
Został pochowany na Starym Cmentarzu w Łodzi.